# Молкара, Марьям Хатунпур
Марьям Хатунпур Молкара (англ. Maryam Khatoon Molkara; 1950 — 25 март 2012; Иран) — иранская транс-женщина, борец за права транс-людей в Иране. Сыграла важную роль в получении письма, которое действовало как фетва, позволяя проводить трансгендерный переход на законных основаниях.
В 1975 году Молкара писала письма Рухоллу Мусави Хомейни, находившемуся в изгнании в Ираке, с просьбой дать религиозный совет по поводу того, что при рождении ей был назначен не тот пол и что ей нужно исправить ситуацию. В 1978 году она поехала в Париж, где тогда находился Хомейни, чтобы попытаться рассказать ему о правах трансгендеров.
После исламской революции ее уволили с работы на телевидении, ей вводили мужские гормоны против ее воли и поместили в психиатрическую больницу. Из-за хороших контактов с религиозными лидерами, среди которых был Али Акбар Хашеми Рафсанджани, она была освобождена.
Молкара продолжала бороться за возможность сделать операцию по коррекции пола. Она пришла к Хомейни к его дому в Северном Тегеране: на ней была мужская одежда и она держала Коран, но охранники принялись избивать, пока не вмешался брат Хомейни Хасан Пасандид. Ей разрешили поговорить с Хомейни и Молкара успешно убедила Хомейни своей историей. В результате она смогла совершить транс-переход. В 1986 году Хомейни выпустил фетву, которая позволила ей это сделать. Молкара лоббировала соответствующие медицинские знания и процедуры, которые внедрили в Иране, и работала над тем, чтобы другие транс-люди могли совершать переход. Она сама завершила гендерно-аффирмативные операции в Таиланде в 1997 году, потому что была недовольна качеством операций в иранских больницах.
В 2007 году она основала и впоследствии руководила Иранским обществом поддержки лиц с расстройствами гендерной идентичности.